# DJ Vadim

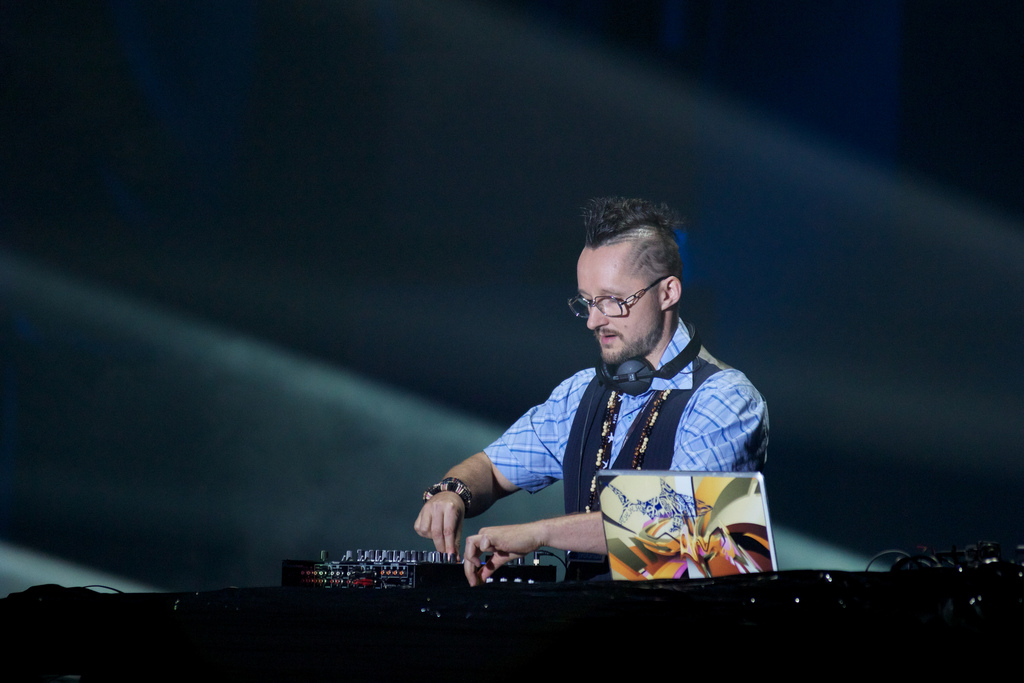
DJ Vadim

DJ Vadim (eigent. Vadim Peare; * Sankt Petersburg, Russland) ist ein britischer DJ und Musikproduzent für Hip-Hop, Dub und Reggae.
Vadim wurde in Russland geboren und kam in jungen Jahren nach London, Vereinigtes Königreich. Musikalisch geprägt wurde er durch Hip-Hop-Musik und Funk, und ab Anfang der 1990er Jahre wurde er als Beat-Bastler tätig. Er unterschrieb einen Plattenvertrag beim Label Ninja Tune, dort erschienen seine Alben, die teilweise Instrumentals wie auch Featurings mit Rappern oder Sängern beinhalten. Gemeinsam mit der Gruppe Antipop Consortium bildete er 1999 für ein Album die Formation The Isolationist. Das gleichnamige Album wurde von der Fachpresse begeistert aufgenommen. Die JUICE vergab die Höchstwertung von sechs Kronen und sprach von „einem der besten, zukunftsweisenden HipHop-Alben des Jahres, dessen in bisher unvorstellbare Tiefen hinabgleitende Beats jeden Zweifler sofort mit aller Macht bekehren werden“.
Ab Mitte der 2000er Jahre wurde Dub und Reggae sein Haupt-Betätigungsfeld. Als DJ spielt er weltweit, sowohl im Hip-Hop- als auch im Dub/Reggae-Segment.

## Diskografie
- U.S.S.R. Repertoire (Ninja Tune, 1996)
- U.S.S.R. Reconstruction (Ninja Tune, 1998)
- U.S.S.R. Life from the Other Side (Ninja Tune, 1999)
- U.S.S.R. Instrumental to Life (Ninja Tune, 1999)
- The Isolationist (mit Antipop Consortium als The Isolationist, Jazz Fudge, 1999)
- U.S.S.R. The Art of Listening (Ninja Tune, 2002)
- U.S.S.R. The Art of Instrumentals (Ninja Tune, 2002)
- The Soundcatcher (BBE, 2007)
- U Can't Lurn Imaginashun (BBE, 2009)
- Don't Be Scared (BBE, 2012)
- Dubcatcher (BBE, 2014)
- Grow Slow (BBE, 2015) (mit Sena)
- Dubcatcher 2 (Soulbeats Records, 2016)
- Dubcatcher Vol. 3 (Flames up!)  (Soulbeats Records, 2018)